# Павлозаводська сільська рада
Павлозаво́дська сільська рада (рос. Павлозаводский сельский совет) — сільське поселення у складі Павловського району Алтайського краю Росії.
Адміністративний центр — селище Сибірські Огні.

## Населення
Населення — 1554 особи (2019; 1538 в 2010, 1543 у 2002).

## Склад
До складу сільської ради входять:
| Населений пункт        | Населення, осіб (2002) | Населення, осіб (2010) |
| ---------------------- | ---------------------- | ---------------------- |
| Жуковка, село          | 284                    | 272                    |
| Красний Май, селище    | 218                    | 212                    |
| Сибірські Огні, селище | 1041                   | 1054                   |